# Torneio de xadrez de Londres de 1899

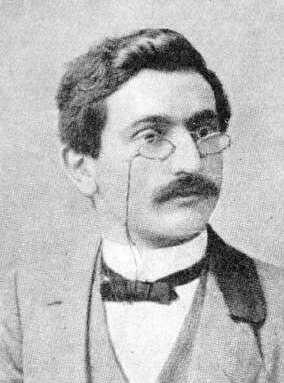
Emanuel Lasker quando jovem. Fotografia não datada.

O Torneio de xadrez de Londres de 1899 foi uma competição internacional de xadrez realizada na cidade de Londres entre 30 de maio e 13 de junho. Os mais fortes jogadores da época participaram incluindo o então campeão mundial Emanuel Lasker e ex-campeão Wilhelm Steinitz. O torneio foi disputado no formato todos-contra-todos e o vencedor foi Lasker, seguido de Maroczy e Pillsbury. As principais ausências foram Siegbert Tarrasch (por força do trabalho), Rudolf Charousek (por motivo de doença) e Richard Teichmann que teve que abandonar a competição após sua quarta partida devido a uma doença nos olhos. Houve ainda um torneio menor com outros jogadores considerados mais fracos que foi vencido por Frank Marshall, seguido de Marco e Physick.

## Torneio principal[3][4]
| #     | Jogador                  | 1   | 2   | 3   | 4   | 5   | 6   | 7   | 8   | 9   | 10  | 11  | 12  | 13  | 14  | 15  | Total |
| ----- | ------------------------ | --- | --- | --- | --- | --- | --- | --- | --- | --- | --- | --- | --- | --- | --- | --- | ----- |
| 1     | Emanuel Lasker           | xx  | ½ 1 | ½ 1 | 1 ½ | ½ 1 | 0 1 | 1 1 | 1 1 | 1 ½ | ½ 1 | 1 ½ | 1 1 | 1 1 | 1 1 | + + | 23.5  |
| 2-4   | Géza Maróczy             | ½ 0 | xx  | ½ ½ | 1 0 | ½ ½ | ½ 1 | 0 1 | ½ 1 | 1 0 | ½ 1 | 1 1 | ½ 1 | 1 ½ | 1 1 | + + | 19    |
| 2-4   | Harry Nelson Pillsbury   | ½ 0 | ½ ½ | xx  | 0 1 | ½ 1 | 0 0 | 1 0 | ½ ½ | 1 1 | 1 1 | 1 1 | 1 1 | 1 ½ | 1 1 | ½ + | 19    |
| 2-4   | Dawid Janowski           | 0 ½ | 0 1 | 1 0 | xx  | 1 1 | 1 ½ | 1 1 | ½ 1 | 0 0 | 1 0 | 1 1 | 1 1 | 0 1 | 1 ½ | + + | 19    |
| 5     | Carl Schlechter          | ½ 0 | ½ ½ | ½ 0 | 0 0 | xx  | 1 ½ | 1 0 | ½ 1 | ½ 1 | 1 1 | 0 ½ | 1 1 | 1 1 | 1 1 | + + | 18    |
| 6     | Joseph Henry Blackburne  | 1 0 | ½ 0 | 1 1 | 0 ½ | 0 ½ | xx  | ½ 0 | 0 1 | 1 ½ | 1 0 | 0 1 | 1 ½ | 1 1 | 1 1 | ½ + | 16.5  |
| 7     | Mikhail Chigorin         | 0 0 | 1 0 | 0 1 | 0 0 | 0 1 | ½ 1 | xx  | 1 ½ | 1 ½ | ½ 1 | 0 1 | 1 0 | 1 1 | 1 0 | 1 + | 16    |
| 8     | Jackson Whipps Showalter | 0 0 | ½ 0 | ½ ½ | ½ 0 | ½ 0 | 1 0 | 0 ½ | xx  | 0 ½ | 1 ½ | 0 ½ | 1 1 | 1 1 | 0 1 | + + | 13.5  |
| 9     | James Mason              | 0 ½ | 0 1 | 0 0 | 1 1 | ½ 0 | 0 ½ | 0 ½ | 1 ½ | xx  | 0 1 | 0 0 | 0 0 | 1 1 | ½ 1 | + + | 13    |
| 10-11 | Wilhelm Steinitz         | ½ 0 | ½ 0 | 0 0 | 0 1 | 0 0 | 0 1 | ½ 0 | 0 ½ | 1 0 | xx  | 1 ½ | ½ 0 | ½ 1 | 1 1 | + + | 12.5  |
| 10-11 | Wilhelm Cohn             | 0 ½ | 0 0 | 0 0 | 0 0 | 1 ½ | 1 0 | 1 0 | 1 ½ | 1 1 | 0 ½ | xx  | 1 ½ | 1 0 | 0 0 | + + | 12.5  |
| 12    | Francis Joseph Lee       | 0 0 | ½ 0 | 0 0 | 0 0 | 0 0 | 0 ½ | 0 1 | 0 0 | 1 1 | ½ 1 | 0 ½ | xx  | ½ 1 | ½ ½ | + + | 10.5  |
| 13    | Henry Edward Bird        | 0 0 | 0 ½ | 0 ½ | 1 0 | 0 0 | 0 0 | 0 0 | 0 0 | 0 0 | ½ 0 | 0 1 | ½ 0 | xx  | 1 1 | + + | 8     |
| 14    | Samuel Tinsley           | 0 0 | 0 0 | 0 0 | 0 ½ | 0 0 | 0 0 | 0 1 | 1 0 | ½ 0 | 0 0 | 1 1 | ½ ½ | 0 0 | xx  | 0 + | 7     |
| 15    | Richard Teichmann        | - - | - - | ½ - | - - | - - | ½ - | 0 - | - - | - - | - - | - - | - - | - - | 1 - | xx  | 2     |

## Torneio menor[2]
| #    | Jogador               | 1 | 2 | 3 | 4 | 5 | 6 | 7 | 8 | 9 | 10 | 11 | 12 | Total |
| ---- | --------------------- | - | - | - | - | - | - | - | - | - | -- | -- | -- | ----- |
| 1    | Frank Marshall        | x | ½ | 0 | 1 | ½ | 1 | 1 | ½ | 1 | 1  | 1  | 1  | 8.5   |
| 2-3  | Georg Marco           | ½ | x | ½ | ½ | ½ | 1 | 1 | 1 | 1 | ½  | ½  | 1  | 8.0   |
| 2-3  | Physick               | 1 | ½ | x | ½ | ½ | ½ | ½ | ½ | 1 | 1  | 1  | 1  | 8.0   |
| 4-5  | Jones                 | 0 | ½ | ½ | x | 1 | 0 | 1 | 1 | 1 | 1  | ½  | 1  | 7.5   |
| 4-5  | Jacques Mieses        | ½ | ½ | ½ | 0 | x | 0 | 1 | 1 | 1 | 1  | 1  | 1  | 7.5   |
| 6-7  | Jackson               | 0 | 0 | ½ | 1 | 1 | x | 0 | 0 | 1 | 1  | 0  | 1  | 5.5   |
| 6-7  | Stephen Francis Smith | 0 | 0 | ½ | 0 | 0 | 1 | x | 0 | 1 | 1  | 1  | 1  | 5.5   |
| 8    | Müller                | ½ | 0 | ½ | 0 | 0 | 1 | 1 | x | 0 | 1  | 0  | 1  | 5.0   |
| 9-10 | Tabunshchikov         | 0 | 0 | 0 | 0 | 0 | 0 | 0 | 1 | x | ½  | 1  | 1  | 3.5   |
| 9-10 | Johannes Esser        | 0 | ½ | 0 | ½ | 0 | 1 | 0 | 1 | ½ | x  | 0  | 0  | 3.5   |
| 11   | John Angus Erskine    | 0 | ½ | 0 | 0 | 0 | 0 | 0 | 0 | ½ | 1  | x  | 1  | 3.0   |
| 12   | Klimsch?              | 0 | 0 | 0 | 0 | 0 | 0 | 0 | 0 | 0 | 0  | 0  | x  | 0.0   |